# Johann Friedrich Adolf von der Marwitz
Johann Friedrich Adolf von der Marwitz (Friedersdorf, 24 marzo 1723 – Berlino, 14 dicembre 1781) è stato un generale prussiano.

## Biografia
Nato nella residenza di famiglia a Friedersdorf, Johann Friedrich Adolf von der Marwitz entrò nell'esercito prussiano a 17 anni quando venne inquadrato in un reggimento di cavalleria, sino a raggiungere poi il rango di capitano. Nella battaglia di Zorndorf guidò il suo reggimento con distinzione e venne promosso al rango di maggiore. Ottenne contestualmente anche l'ordine Pour le Mérite. Nella battaglia di Hochkirch ebbe pure modo di distinguersi e guidò la conquista della residenza di caccia degli elettori di Sassonia, Hubertusburg, presso Lipsia.
Il castello venne dato in premio allo stesso Marwitz dal re Federico II di Prussia, assieme a tutto ciò che esso conteneva che sarebbe stato saccheggiato da lui e dalle sue truppe: questo ordine di Federico II era una chiara vendetta per il saccheggio del castello di Charlottenburg compiuto da russi, austriaci e sassoni nel 1760 che lo aveva privato della sua adorata collezione di antichità. Ad ogni modo Marwitz si rifiutò di compiere quel gesto che gli pareva un oltraggio a quel luogo e rifiutò l'incarico. Federico II diede quindi l'incarico dell'operazione al suo aiutante, Quintus Icilius, che lo saccheggiò ed alla fine lo vendette a privati. Anni dopo, il generale von der Marwitz vinse gran parte della famosa collezione di libri della biblioteca del palazzo di Hubertusburg a carte a Quintus Icilius.
Caduto in disgrazia presso Federico II, ad ogni modo, Marwitz venne impiegato nella guerra di successione bavarese come commissario di guerra assieme al fratello del re, il principe Enrico di Prussia. Sul finire della sua vita venne promosso maggiore generale, preferendo vivere a Berlino anziché alla sua residenza di famiglia presso Friedersdorf.
Johann Friedrich Adolf von der Marwitz morì senza figli a Berlino nel 1781. Quando morì, suo fratello scrisse di lui "[fu un uomo debitore e] completamente insolvente" ma "estremamente onesto e soldato di fiducia, onorevole e molto ben educato alla maniera del mondo, grande amico della letteratura e delle arti".
Suo nipote Friedrich August Ludwig von der Marwitz fece scrivere sulla sua tomba: "Scelse di cadere in disgrazia perché l'obbedienza non sempre porta all'onore" ("Wählte Ungnade, wo Gehorsam nicht Ehre brachte."). La sua figura venne presa ad esempio anche dai cospiratori dell'attentato a Hitler il 20 luglio 1944.